# Хаџар Ким
Хаџар Ким (малтешки [ħадʒар ˈʔиːм]; „Камење које стоји и обожава“) је мегалитски храмски комплекс пронађен на медитеранском острву Малта, који датира из фазе Џгантија (3600—3200. п. н. е.). Мегалитски храмови Малте су међу најстаријим верским објектима на Земљи , које је комитет за светску баштину описао као „јединствена архитектонска ремек-дела“. Унеско је 1992 . године признао Хаџар Ким и четири друге малтешке мегалитске структуре као места светске баштине. Гордон Чајлд, професор праисторијске европске археологије и директор Института за археологију на Универзитету у Лондону од 1946-1957. године  посетио је Хаџар Ким. Написао је: „Обишао сам праисторијске рушевине широм Медитерана, од Месопотамије до Египта, Грчке и Швајцарске, али нигде нисам видео тако старо место као што је ово.
Градитељи Хаџар Кима користили су глобигерински кречњак у изградњи храма. Као резултат тога, храм је током миленијума био изложен оштрим временским условима и љуштењу површине. 2009. године завршени су радови на заштитном шатору.

## Преглед
Мегалитски комплекс Хаџар Ким налази се на јужној ивици острва Малта, на гребену покривеном меким глобигеринским кречњаком. Све изложене стене на острву таложене су током периода олигоценског и миоценског геолошког доба. Глобигерински кречњак је друга најстарија стена на Малти, која се јавља на површини на око 70% површине острва. Градитељи су користили овај камен у целој архитектури храма.
Фасаду храма карактеришу трилитонски улаз, спољна клупа и ортостати. Има широко предворје са потпорним зидом и пролазом кроз средину зграде, према модификованом малтешком мегалитском дизајну. Посебан улаз омогућава приступ за четири независна ограђена простора који замењују северозападну апсиду.
Карактеристике храмске архитектуре откривају могуће асоцијације на ритуале плодности, укључујући корпулентне фигурице и статуе, заједно са соларним подешавањима и мегалитом за који се тврди да је фалусан. Присуство олтара са конкавним врхом указивало је на могућу употребу за жртвовање животиња. Такође је сугерисано да заклоњена врата у срцу комплекса упућују на могућу употребу од стране пророка. Ископавањима је откривена и украшена грнчарија. Најбољи примери се могу видети у Народном археолошком музеју.
У храму или области око Хаџар Кима не постоје гробнице, нити су људске кости откривене у малтешким храмовима. Пронађене су кости бројних жртвених животиња. Претпоставља се да је комплекс Хаџар Ким изграђен у три фазе, почевши од северних апсида „Старог храма“, затим „Новог храма“, и коначно довршетка читаве структуре.
Неколико стотина метара од храма налази се једна од тринаест стражарских кула које је саградио Велики мајстор Мартин де Редин, која се зове Хамрија кула. У близини се налази споменик генералу сер Волтеру Конгреву, гувернеру Малте од 1924–1927. Село Кренди је још два километра југозападно од комплекса храма.

## Храмски комплекс
Комплекс Хаџар Ким састоји се од главног храма и три додатне мегалитне структуре поред њега. Главни храм је саграђен између 3600. и 3200. године п. н. е; међутим, северне рушевине су знатно старије. Спољашњи улаз служи као унутрашњи пролаз и повезује шест великих комора. Десна апсида је изведена као лук како би се спречило упадање усправних плоча према унутра. Спољашњи зид, изграђен од огромних усправних блокова, истурен је ка унутра, стварајући тако изузетно чврсту зграду. Овај улазни пролаз и прво двориште прате малтешки мегалитски образац , али како је градња напредовала, овај дизајн је знатно измењен. Северозападна апсида је замењена са четири независна ограђена простора.
Хаџар Ким дели свој основни архитектонски дизајн са храмским комплексима Мнајдра, Тарксиен и Џгантија. Основни облик обухвата предворје и фасаду, издужене овалне коморе, полукружна удубљења и централни пролаз који повезује коморе. Ова конфигурација се обично назива "тролист ". Такође се сугерише да облик храма на неки начин опонаша свете скулптуре које се налазе у њима.

### Предворје храма
Обимно предворје поплочано великим, неправилним плочама заузима простор испред спољног зида. То је чврст под, оптерећен великим блоковима који су некада чинили део зидова или низа одаја. Један од поплочаних камена је пробушен и претпоставља се да је некада служио као огњиште. 

### Куће за становање и бастион
Група каменова средње величине формира мале, полукружне области које се обично називају "куће за становање". Поред њих, четири правоугаона монолита дебљине приближно два метра затварају правоугаони простор, остављајући улаз у једном углу.
Бастион је са бочне стране храма и изграђен је од великих камених блокова. Његов западни зид је око 20 метара дужине, увијајући се према главном храму и светилишту на отвореном. Претпоставља се да је то учињено да би се комплекс заштитио од дивљих животиња, за које се зна да их је у то време било много на острвима. Такође одваја храмове као свете просторе.
Фасада Хаџар Кима садржи највећи камен који је коришћен у малтешкој мегалитској архитектури , тежак 57 тона. Усправни менхир је висок 5,2 м. Ерозија је захватила спољни јужни зид где су ортостати изложени морским ветровима. Током миленијума, храм је претрпео оштре временске услове и последично љуштење површине.

### Северни храм
Северни храм је најстарији део Хаџар Кима, који садржи овалну комору са полукружном апсидом на свакој страни. После других врата је још једна одаја са сличним апсидама.
Северни храм јединствено има три изолована слоја пода. Тротоар на највишем нивоу није обележен жртвеним ватрама, за разлику од нижих спратова. Због различитих метода коришћених у полирању камена, научници су теоретизирали да три слоја плочника илуструју три велика помака у изградњи у Хаџар Киму.
Камене кугле различитих величина налазе се уз зидове северног храма и друге делове грађевине. Претпоставља се да су то били ваљци коришћени за транспорт мегалита. Ископавања су открила да су такви ваљци затрпани испод мегалита, доприносећи тако чврстом темељу.

### Женска комора
Прво удубљење северног храма садржи округли камени стуб и правоугаону плочу која стоји вертикално испред стуба. На плочи су сферичне шупљине које су можда служиле као држачи у којима су стајале мале посуде за либацију. Посуде ископане са локације карактерише специфично овална основа, дизајнирана да стоји усправно када се постави у плочу.
Остаци вертикалних блокова који су некада окруживали нишу видљиви су и данас. Десно од ове коморе је још једно удубљење, које садржи акустични отвор који се зове "рупа пророчишта". Звук је пролазио из главне коморе у удубљење, и обрнуто. Рупа је такође повезана са поравнањем летњег солстиција. На десној страни коморе је хоризонтални блок који је можда служио као седиште.

### Главни храм
Иза улаза у храм налази се овални простор дужине 14,3 м и ширине 5,5 м са великим зидовима од плоча. Два апсидална краја одвојена су од централног дворишта са две вертикалне плоче пробијене правоугаоним отворима. Сматра се да су ови отвори били украшени завесама како би се ограничио приступ бочним апсидама.
Централни простор је поплочан добро постављеним глатким блоковима, а дуж зидова су ниски камени олтари, оригинално украшени траговима рупа. Неки од ових блокова су обезбојени ватром. Археолози су 1839. открили важне предмете у овом делу, који су сада приказани у Музеју у Валети. Ту спадају камене статуете, детаљан олтарски камен са дубоким резбаријама које представљају вегетацију, камена плоча са спиралама у рељефу и праг-камен.
Десна апсида је некада садржала обор, теоретски намењен за сакупљање животиња. Лева апсида има високи трилитонски олтар са леве стране, два друга десно са једним у мањој одаји. Додатна комора изван ње  комбинује централно двориште, нишу и десну апсиду.

### Ниша
Врата у малом ограђеном простору прате детаљно разрађен анекс, окружен каменим олтарима изразитог облика са заобљеним и подигнутим ивицама. Подножје једног олтара пробијено је са две елиптичне рупе, једна изнад друге.
Улаз у ограђени простор је добро поплочан и уредно ограђен плочама на крају. Праг је обезбеђен са неколико конусних јама повезаних на врху, демонстрирајући „рупе од ужади“  које се могу видети у многим другим малтешким храмовима. Тешке плоче формирају нишу лево од улаза, а десно ћелија садржи олтар саграђен од једног каменог блока и дубоко обезбојен дејством ватре. Сматра се да је овај простор био најсветији у храму.
На предњој страни ограђеног простора, пролаз се шири у четвороугаони простор са сложеном ћелијом на крају. Плоча, 0,9 метара висине, блокира улаз у ову ћелију у нивоу пода, а друга плоча почива на два стуба. Овај распоред своди цео део на правоугаони отвор налик прозору. Иза овог отвора налази се мала соба. Први истраживачи нису успели да коначно саопште шта је пронађено у овом удубљењу. У поређењу са храмовима Тарксиен, претпоставља се да су у њему биле кости жртвованих животиња и ритуално разбијена грнчарија.

### Резервоари за воду
Il-Misqa (енгл. the watering place), је равна површина голе стене на врху брда у близини комплекса храма. Садржи седам резервоара у облику звона,  од којих пет још увек задржава воду након просечних падавина. Два бунара који више не држе воду су најдубљи и спојени су као један резервоар кроз подземне канале. Монолит прекрива једну од сувих рупа и претпоставља се да је коришћен за извлачење воде из бунара. Осми бунар постоји, али је блокиран дрветом смокве.
Водоводни канали усечени у површину стене дистрибуирају кишницу у бунаре појединачно и ниво воде у било ком бунару се одржава у односу на ниво воде у непосредној близини бунара.

## Ископавање и рестаурација
Малтешки историчар Ђовани Франческо Абела из седамнаестог века писао је у свом Della Descrittione di Malta isola nel Mare Siciliano из 1647. да су рушевине Хаџар Кима биле „несумњиви доказ чињенице да су први становници Малте припадали раси дивова“ 
Хаџар Ким је први пут истражен 1839. године о јавном трошку током управљања гувернера Хенрија Бувериа, од стране Ј.Г. Ванса из Краљевских инжењера. У року од два кратка месеца, тај официр је направио план зграда и послао у Валету камени олтар, украшену плочу и седам камених статуета које су сада изложене у Музеју у Валети. Извештај о његовим ископавањима објављен је 1842.
Године 1885, А.А. Каруана је извршио даља ископавања и објавио подужи извештај са детаљним плановима, пресецима и погледима, које је нацртао Филип Васало из Одељења за јавне радове.
Даља ископавања су 1909. извршили Темистокле Замит и Томас Ерик Пит. Британска школа у Риму наредила је накнадна ископавања како би се осигурало да су све рушевине у области Хаџар Ким идентификоване.  Темистокле је био део Истраживачког савета изабраног на Првом међународном конгресу праисторијске и протоисторијске науке.
Године 1910. чланови Британске школе у Риму су пажљиво претражили околна поља, а саме рушевине су прецизно прегледали, поправили неке од оштећених грађевина и направили богату колекцију уломака, кремених оруђа, предмета од камена и глине, који су сада депоновани у Музеј Валете.
Храм је уврштен на листу старина из 1925. године  .
Дана 17. септембра 1949. откривене су три статуете и неколико делова много веће камене статуе закопане испод правоугаоног камена. „Венера са Малте“, која дели сличне карактеристике са статуетама Хаџар Ким, откривена је 31. марта 1950. Важно је напоменути да одсуство полних карактеристика на развијенијим типовима малтешких култних статуета може имплицирати да је представљено биће у ствари асексуално.
Мало је урађено на обнови храма, са изузетком ојачања или замене неколико каменова, укључујући надвратник, 1950-их. Склоништа  је изградила Heritage Malta у покушају да заштити храмове од даље ерозије. У близини храма, изнад онога што је првобитно био мали ресторан, изграђен је центар за посетиоце. Центар за посетиоце обухвата аудиторијум за аудио-визуелни увод и изложбени простор, који приказује повезане артефакте и репродукције из Археолошког музеја, као и интерактивне изложбе.

## Галерија
- Улаз у мегалитски храм
- Декорација храма
- Јужни зид Хаџар Кима
- Венера са Малте